# فرناندا تابيا
فرناندا تابيا (بالإسبانية: Fernanda Tapia)‏ هي منتجة أفلام ومغنية وصحفية وكاتبة سيناريو مكسيكية، ولدت في 23 يونيو 1963 في المكسيك.

## وصلات خارجية
- الموقع الرسمي
- فرناندا تابيا على موقع IMDb (الإنجليزية)
- فرناندا تابيا على موقع قاعدة بيانات الفيلم (الإنجليزية)